# Echtes Süßholz
Echtes Süßholz (Glycyrrhiza glabra) ist eine Pflanzenart aus der Gattung Süßhölzer (Glycyrrhiza) in der Unterfamilie Schmetterlingsblütler (Faboideae) innerhalb der Familie der Hülsenfrüchtler (Fabaceae). Am bekanntesten ist das Echte Süßholz durch die aus der Süßholzwurzel gewonnene Süßigkeit Lakritze. Als Teedroge findet das Echte Süßholz ebenfalls Verwendung. Das Süßholz wurde auch als Gemeines, Kahlfruchtiges, Spanisches oder Deutsches Süßholz bezeichnet.

## Beschreibung

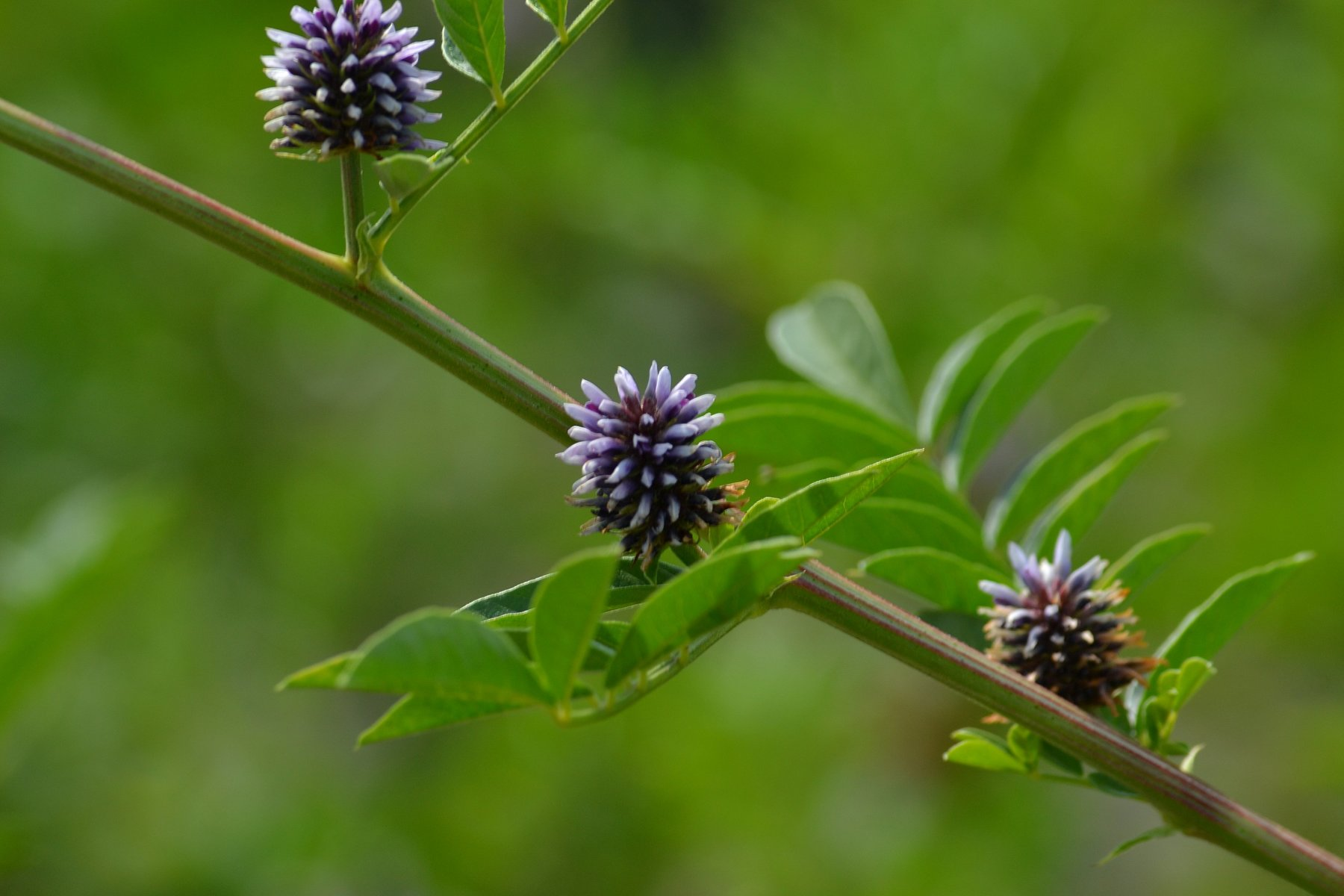
Zweig mit Blütenständen

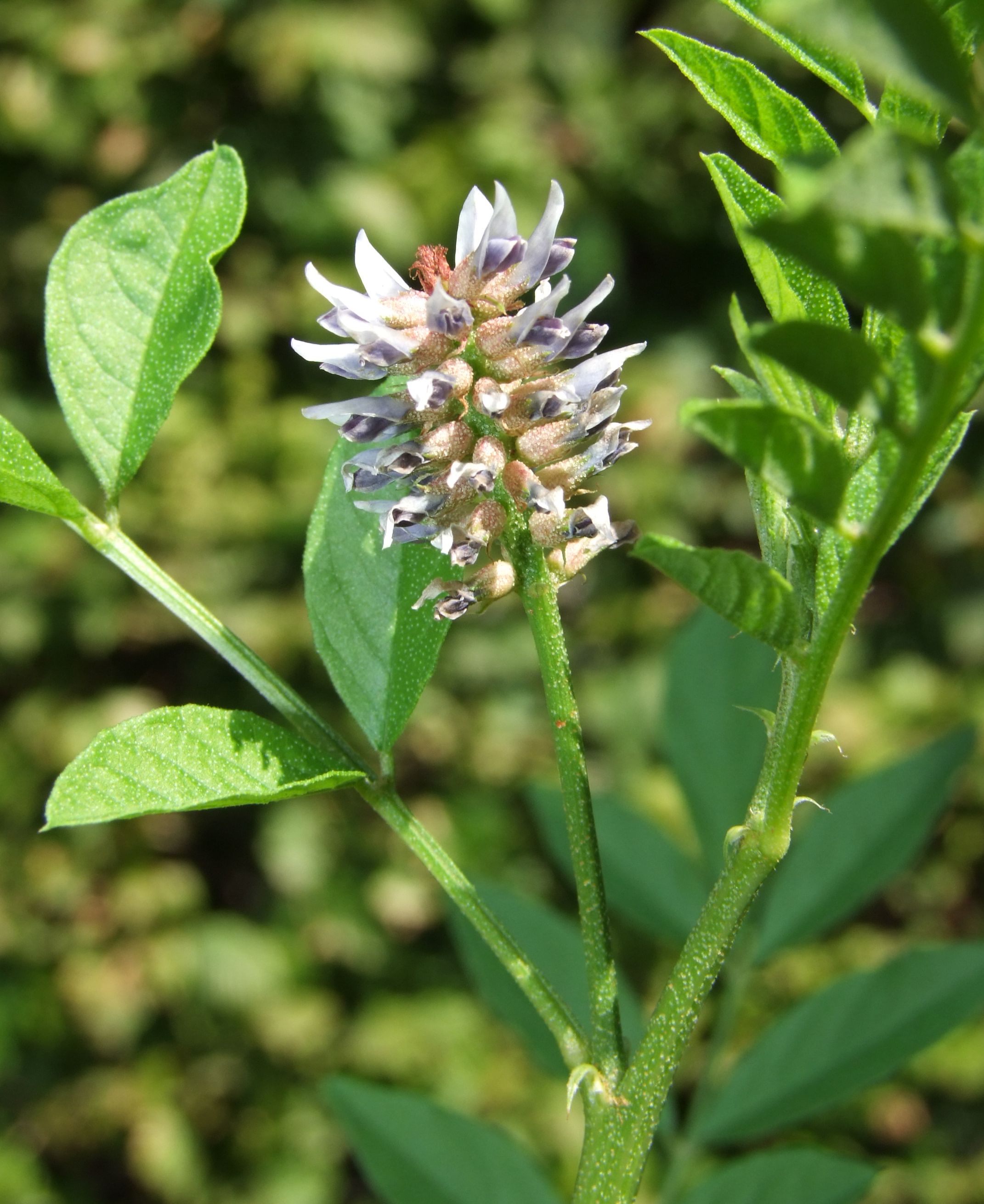
Blütenstand

### Vegetative Merkmale
Echtes Süßholz ist eine mehrjährige, krautige Pflanze, die Wuchshöhen von 50 bis zu 150 Zentimetern erreicht. Die Wurzeln werden im Herbst geerntet. Der Stängel ist verzweigt. Die Stängel und die Blattstiele sind behaart oder verkahlen.
Die wechselständig angeordneten Laubblätter sind in Blattstiel und -spreite gegliedert. Die unpaarig gefiederte Blattspreite besitzt 9 bis 17 Fiederblättchen. Die meist ganzrandigen, kurz gestielten Fiederblättchen sind bei einer Länge von 2 bis 5 Zentimetern sowie einer Breite von 1,5 bis 2,5 Zentimetern eiförmig bis elliptisch mit gerundetem und vorn manchmal kurz stachelspitzigem oberen Ende, fiedernervig und unterseits von sitzenden harzig-klebrigen Drüsen punktiert. Die Nebenblätter sind klein und abfallend.

### Generative Merkmale
Die Blütezeit liegt im Spätsommer (Juni bis Juli), seltener bis in den Herbst. Die kurz gestielten Blüten befinden sich in kurzen, aufrechten und gestielten traubigen Blütenständen in den Achseln der Blätter.
Die bläulich-violette und weiße Schmetterlingsblüten sind bei einer Länge von 8 bis 12 Millimetern zygomorph. Der Kelch ist kurz glockenförmig. Die Kelchzähne sind länger als die Kelchröhre und lanzettlich spitzig. Die Blütenblätter, die das Schiffchen bilden, sind nicht verwachsen und vorn nicht geschnäbelt. Die einzelnen Blüten sind von einem kurzen und spitzen, abfallenden Deckblatt unterlegt.
Die bei Reife lederige und rot-braune Hülsenfrucht ist bei einer Länge von bis zu 3,5 Zentimetern sowie einer Breite von 4 bis 6 Millimetern abgeflacht, meist kahl oder leicht behaart und relativ gerade, sowie meist mehr oder weniger bespitzt, geschnäbelt. Bei Vollreife springen sie auf. Jede Hülsenfrucht enthält zwei bis acht Samen. Die grünlich-braunen, glatten Samen sind bei einer Größe von 2 bis 3 Millimetern rundlich und leicht abgeflacht.
Die Chromosomenzahl beträgt 2n = 16.

## Vorkommen
Das Süßholz ist im Mittelmeerraum und in Asien beheimatet. Sein ursprüngliches Verbreitungsgebiet reicht von Italien bis zur Arabischen Halbinsel und bis Xinjiang. In Frankreich und in Spanien ist die Ursprünglichkeit zweifelhaft.
Sie ist frostempfindlich und gedeiht am besten in voller Sonne und in tiefen, humusreichen, durchlässigen Böden.

## Name
Der deutsche Name Lakritze geht über mittelhochdeutsch lakeritze und mittellateinisch liquirítia (auch liquiricia) wie der Gattungsname auf das lateinische glycyrrhiza zurück, das ein Lehnwort aus den altgriechischen  Wörtern glykyrrhíza von γλυκύς (glykys für „süß“) und ῥίζα (rhiza für „Wurzel“) zusammen. Mit glycyrrhizium (Süßwurzel) wurde ursprünglich die trockene Wurzel, dann die ganze Pflanze bezeichnet. Der lateinische Name hatte bereits im Mittellateinischen unter dem Einfluss von liquor („Flüssigkeit“) eine volksetymologische Wandlung zu liquiritia erfahren, woraus unmittelbar die deutsche Bezeichnung entstand.

## Taxonomie
Die Erstveröffentlichung von  1753 von Glycyrrhiza glabra erfolgte durch Carl von Linné in Species Plantarum, Tomus II, Seite 742.

## Anbau
Das Süßholz gedeiht in Mitteleuropa am besten auf Sand- und Lehmboden an Flussufern in wärmeren Gegenden. Der Anbau geschieht durch reihenweises Auslegen von Ausläufern oder Wurzelstücken. Vom 4. Jahr an werden die Wurzeln und Ausläufer durch Auspflügen im Sommer oder Herbst gewonnen. Die Herbsternte soll stets mehr Glcyrrhizin enthalten als die Sommerernte. Die größten Erträge geben 12- bis 15-jährige Pflanzen. In manchen Gebieten gilt die Art infolge seiner Bodenausläufer als schwer vertilgbares Unkraut.

## Inhaltsstoffe
Echtes Süßholz enthält Glycyrrhizin, ein Gemisch aus Kalium- und Calciumsalzen der Glycyrrhizinsäure. Dieses Glykosid, das der Lakritze ihren Geschmack verleiht, besitzt etwa die fünfzigfache Süßkraft von Rohrzucker. Durch Abspaltung des Diglucuronids entsteht aus Glycyrrhizin die 18β-Glycyrrhetinsäure, die selbst keine Süßkraft mehr besitzt. In geringer Konzentration sind zahlreiche Triterpensaponine wie das 24-Hydroxyglycyrrhizin und die Sojasaponine I und II enthalten. Neben weiteren Glykosiden wie Glabrinsäure und Oleanolsäurederivaten enthält Süßholzwurzel mehr als 40 identifizierte Flavonoide. Hierzu gehören das Chalconderivat Isoliquiritigenin und das zugehörige 4-O-Glycosid Isoliquirtin und das Flavanon Liquiritigenin und sein Glycosid Liquiritin. Auch Isoflavone wie Formononetin, oder auch Sterin und höhere Alkohole sind nachgewiesen worden. Weiterhin sind Cumarine wie beispielsweise das auch in Doldenblütlern wie Liebstöckel vorkommende Umbelliferon enthalten. An flüchtigen Aromastoffen wurden neben anderen Anethol und Geraniol identifiziert. Das saure Polysaccharid Glycyrrhizan GA ist der Hauptbestandteil der weiterhin enthaltenen Polysaccharide.

## Medizinische Verwendung

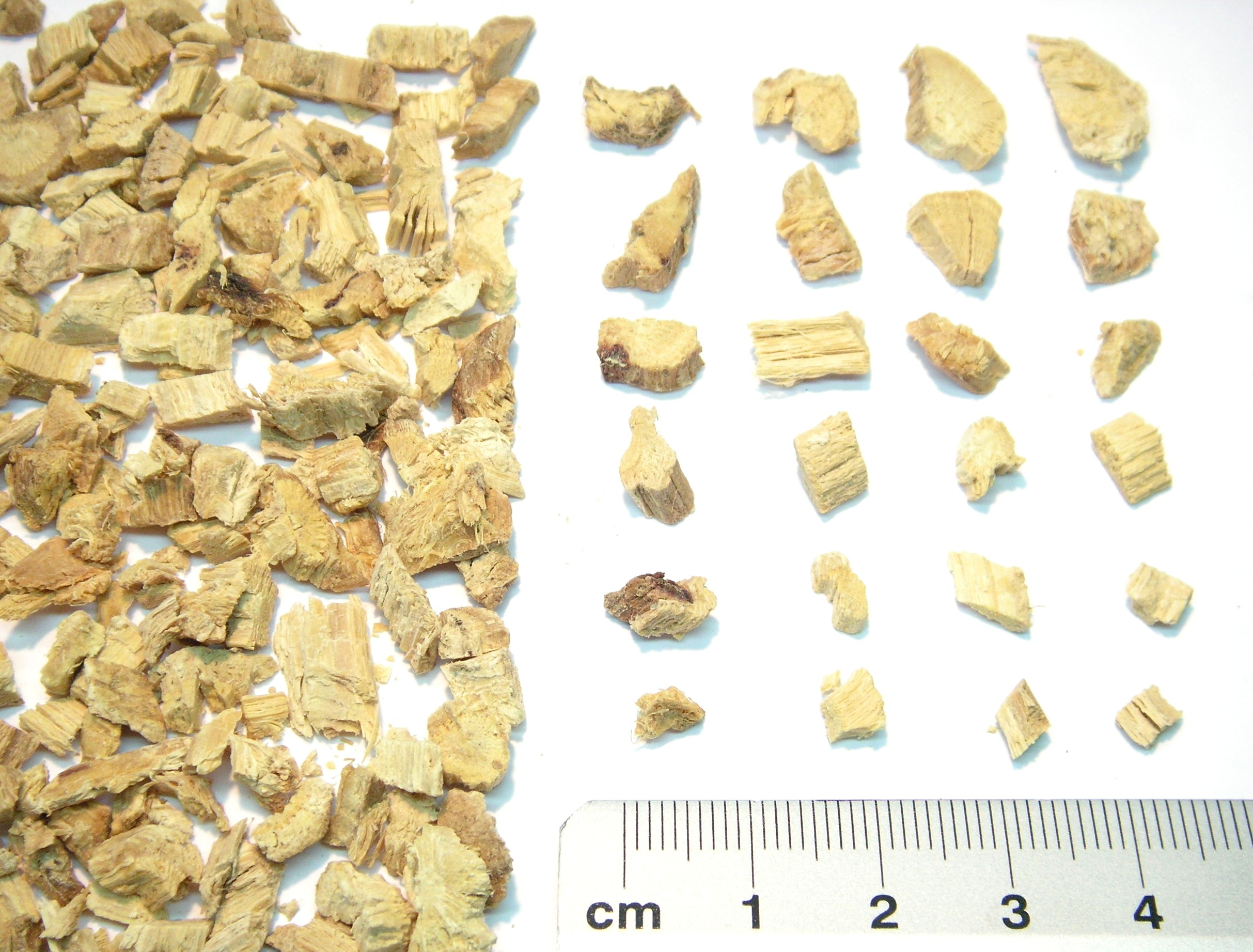
Geraspelte Süßholzwurzel nach Vorschrift des Europäischen Arzneibuchs

Süßholzwurzel (Radix Liquiritiae) wirkt aufgrund der enthaltenen Saponine, vor allem der Glycyrrhizinsäure, expektorierend (auswurffördernd), sekretolytisch (schleimverflüssigend) und sekretomotorisch (schleimlösend). Bei Süßholzextrakten wurde eine antibakterielle und antimykotische Wirkung nachgewiesen. Typische Anwendungsgebiete sind Husten, Bronchialkatarrh und andere Erkrankungen der oberen Atemwege.
Bei Gastritis und Magengeschwüren findet die Süßholzwurzel ebenfalls Anwendung. Die experimentell und klinisch belegte entzündungshemmende und krampflösende Wirkung ist noch nicht vollständig geklärt. Die nachgewiesene entzündungshemmende Wirkung der Glycyrrhizinsäure soll aber nicht durch eine Hemmung der Prostaglandinbiosynthese, sondern durch Einfluss auf die Wanderung der Leukozyten zum Entzündungsort entstehen. Daneben beeinflusst Glycyrrhizinsäure selbst den Steroidstoffwechsel, indem sie das Enzym Steroid-5β-Reduktase (EC 1.3.99.6), möglicherweise auch die NAD+-abhängige 11β-Hydroxysteroid-Dehydrogenase 2 hemmt. Diese Enzyme bauen Cortison und Aldosteron ab, ihre Hemmung führt daher zu einer Verlängerung der biologischen Halbwertszeit der Corticosteroide sowie bei hohem Aldosteronspiegel zu Bluthochdruck und Kaliumverlust.
Zur Behandlung der chronischen Hepatitis und der Leberzirrhose wird im ostasiatischen Raum Glycyrrhizinsäure in Kombination mit Glycin und Cystein als Infusion eingesetzt. Für Glycyrrhizin wurde eine antivirale Wirkung bei Hepatitis A und C belegt. Auch soll der Süßholzzucker die Produktion eines Virusproteins der Herpesviren blockieren, das normalerweise die Entdeckung des Erregers durch die Zelle verhindert. Ohne dieses Protein bemerken die Zellen den Eindringling und leiten ihren eigenen Tod ein. Die dafür nötige Dosis ist allerdings viel zu hoch, um durch normalen (gesundheitlich unbedenklichen) Lakritzkonsum erreicht zu werden, und wurde nicht am lebenden Menschen, sondern nur an Zellkulturen nachgewiesen. Weitere Forschungen untersuchen auch die antivirale Wirkung auf das das Kaposi-Sarkom-auslösende Herpesvirus.
In der Kombination mit Ammoniumchlorid und Anisöl wird Süßholzwurzelextrakt zu Salmiakpastillen verarbeitet. Als „traditionell angewendetes Arzneimittel zur Schleimlösung im Bereich der Atemwege“ bezeichnet, wurden sie bereits in Hagers Handbuch der pharmazeutischen Praxis von 1925 beschrieben.
Getrocknete Süßholzstangen werden auch zur Zahnpflege gekaut, wobei neben den enthaltenen Inhaltsstoffen auch die Eigenschaft des Holzes zum Tragen kommt, beim Kauen am Ende stark auszufasern und so eine natürliche Zahnbürste zu formen.

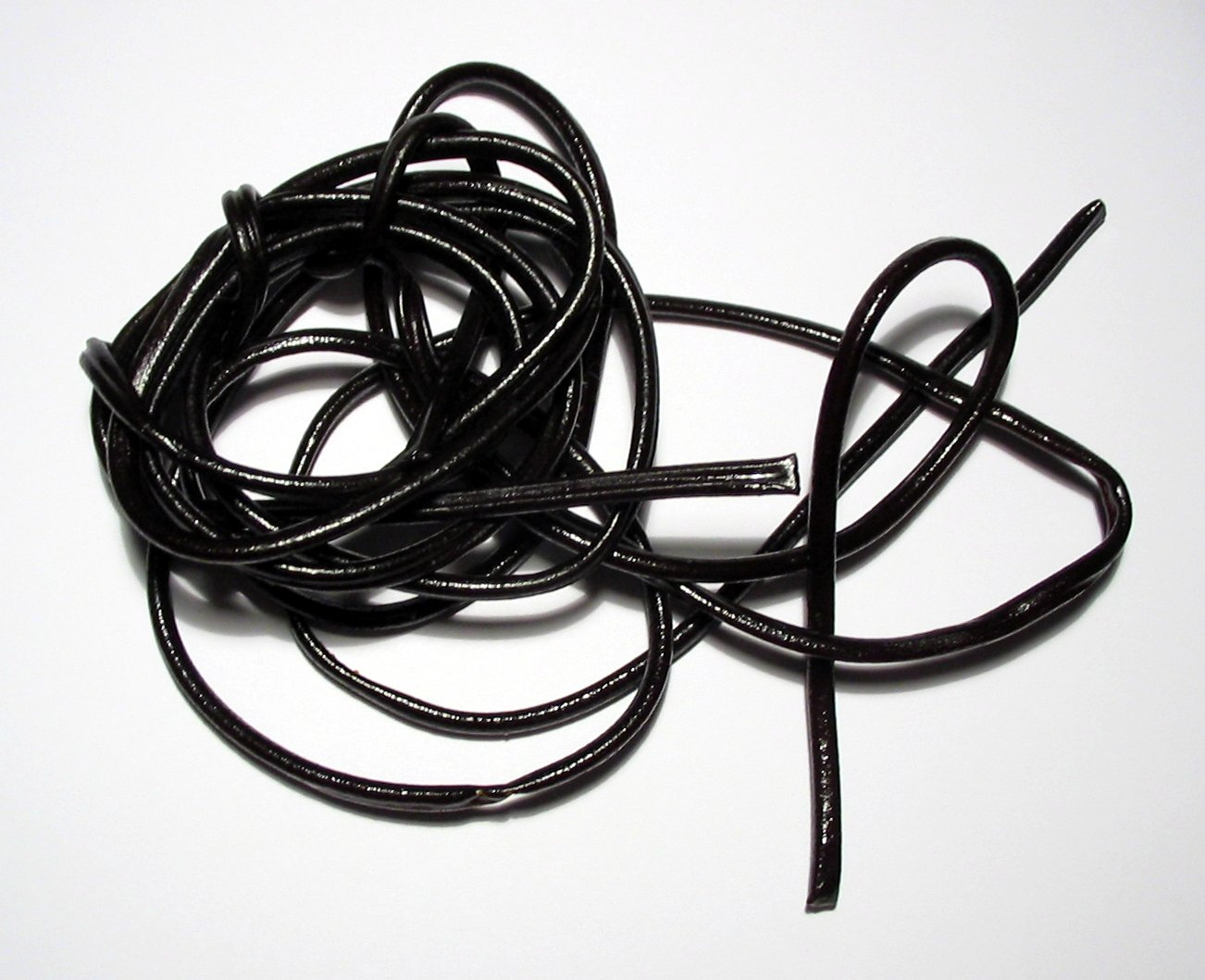
Süße Lakritze

## Verwendung als Genussmittel
Der Wurzelextrakt bzw. der eingedickte Saft der Wurzel des Echten Süßholzes wird zur Herstellung von Lakritze oder Lakritz genutzt. Es handelt sich dabei vor allem um Süßwaren, die in Form von Süßlakritz oder Salzlakritz konsumiert werden. Lakritz kann jedoch auch in zahlreichen anderen Produkten enthalten sein, beispielsweise in alkoholischen oder nichtalkoholischen Getränken (etwa Lakritzlikör) und sogar in Fertigsoßen; in geringen Mengen ist Süßholzextrakt auch Bestandteil von Spirituosen wie Pastis. Bei der Herstellung von Lakritz werden die Inhaltsstoffe aus den Wurzeln als Rohlakritz extrahiert und eingedickt, danach werden sie mit anderen Zutaten vermischt.

## Anbaugebiete
Das klassische Anbaugebiet ist der Vordere Orient.
In Deutschland wurde Süßholz früher in unterschiedlichen Regionen angebaut, vor allem im Süden, jedoch ging der Anbau stark zurück. Heute wird der Anbau nur noch von einzelnen Privatpersonen sowie in Bamberg von der Bamberger Süßholz-Gesellschaft betrieben.

## Trivia
- Napoléon Bonaparte soll stets Süßholzpulver bei sich getragen haben.[16]
- Das Süßholz wurde zur Arzneipflanze des Jahres 2012 gekürt. (Der „Studienkreis Entwicklungsgeschichte der Arzneipflanzenkunde“ an der Universität Würzburg verleiht seit 1999 die Auszeichnung „Arzneipflanze des Jahres“. Verliehen wird der Titel ausschließlich an Heilpflanzen mit interessanter Medizin- und Kulturgeschichte, deren Heilwirkung erwiesen ist.)[17]
- Der Ausdruck Süßholz raspeln steht für ein schmeichelndes, Komplimente machendes Verhalten,[18] insbesondere auch von Männern, die eine Frau umwerben.[19] In dieser Bedeutung wurde es unter anderem auch in einer Parodie des Berliner Gassenhauers Die Holzauktion verwendet und zwar mit der Zeile „De janze Fuhre Süßholz kost ’n Daler, und Raspeln jib’s umsonst“.[19] Die Substantivform Süßholzraspler ist seit 1848 belegt und ist „ein Spott auf den, der aller Welt nur Angenehmes zu sagen bestrebt ist“.[20] Eine ältere, bis ins 17. Jahrhundert gebräuchliche Redensart war Süßholz ins Maul nehmen, die für eine unterwürfige, einen potenziellen Gegner besänftigende Freundlichkeit stand. So empfahl Hans Sachs (1494–1576) im Dreierlei Pritschengesang Süßholz in den Mund zu nehmen als ein Mittel, um ein „zänkisches Weib“ zu besänftigen.[19]

## Geschichte
Die medizinische Wirkung der Süßholzwurzeln war schon in der Antike bekannt. Die Ägypter des Altertums schätzten Lakritze sehr und kannten ein Lakritzegetränk namens Mai sus. Theophrastos von Eresos, der um 350 v. Chr. lebte, schätzte Lakritze als Heilmittel gegen Husten und als Durstlöscher. Lakritze soll zur Standardausrüstung der römischen Soldaten gezählt haben. Tim Richardson weist in seiner Geschichte der Süßigkeiten darauf hin, dass auch französische und türkische Soldaten im Ersten Weltkrieg Lakritze im Marschgepäck hatten.
In Mitteleuropa kennt man Lakritze als Heilmittel seit dem Mittelalter. Verfälscht wurde liquiritia durch Beimischung von Honig. In Großbritannien wurden Lakritztaler zu therapeutischen Zwecken hergestellt. Erst 1760 setzte ein Apotheker namens George Dunhill aus Pontefract der Lakritze Zucker und Mehl zu, so dass sie von da an als Süßigkeit verzehrt werden konnte.
Im legendären chinesischen Arzneibuch Shénnóng Běncǎojīng wurde eine Süßholzwurzel (甘草 gāncǎo) an prominenter Stelle beschrieben. Sie sollte allgemein kräftigend wirken. Über lange Zeit eingenommen sollte sie den Körper leicht machen und das Leben verlängern. Im 13. Jahrhundert unterschied der Arzt Lǐ Gǎo 李杲 in einem Buch mit dem Titel Regeln zum Gebrauch der Arzneimittel (用藥法象 yòngyào fǎxiàng) zwischen roher Süßholzwurzel (生甘草 shēng gāncǎo) und gerösteter Süßholzwurzel (炙甘草 zhì gāncǎo), denen er unterschiedliche Wirkungsstärken und unterschiedliche Wirkungsrichtungen zuordnete. Diese Einteilung wurde noch im amtlichen chinesischen Arzneibuch von 1985 hervorgehoben, wo die rohe Wurzel zur allgemeinen Kräftigung von der Mitte (Milz/Magen) heraus, die geröstete Wurzel zur Anhebung des qì 气 empfohlen wurde. Im Schema der chinesischen Säftelehre wird die Süßholzwurzel als allgemeine Ausgleichsarznei eingestuft (süßer Geschmack und ausgeglichene Temperaturwirkung).

### Historische Abbildungen

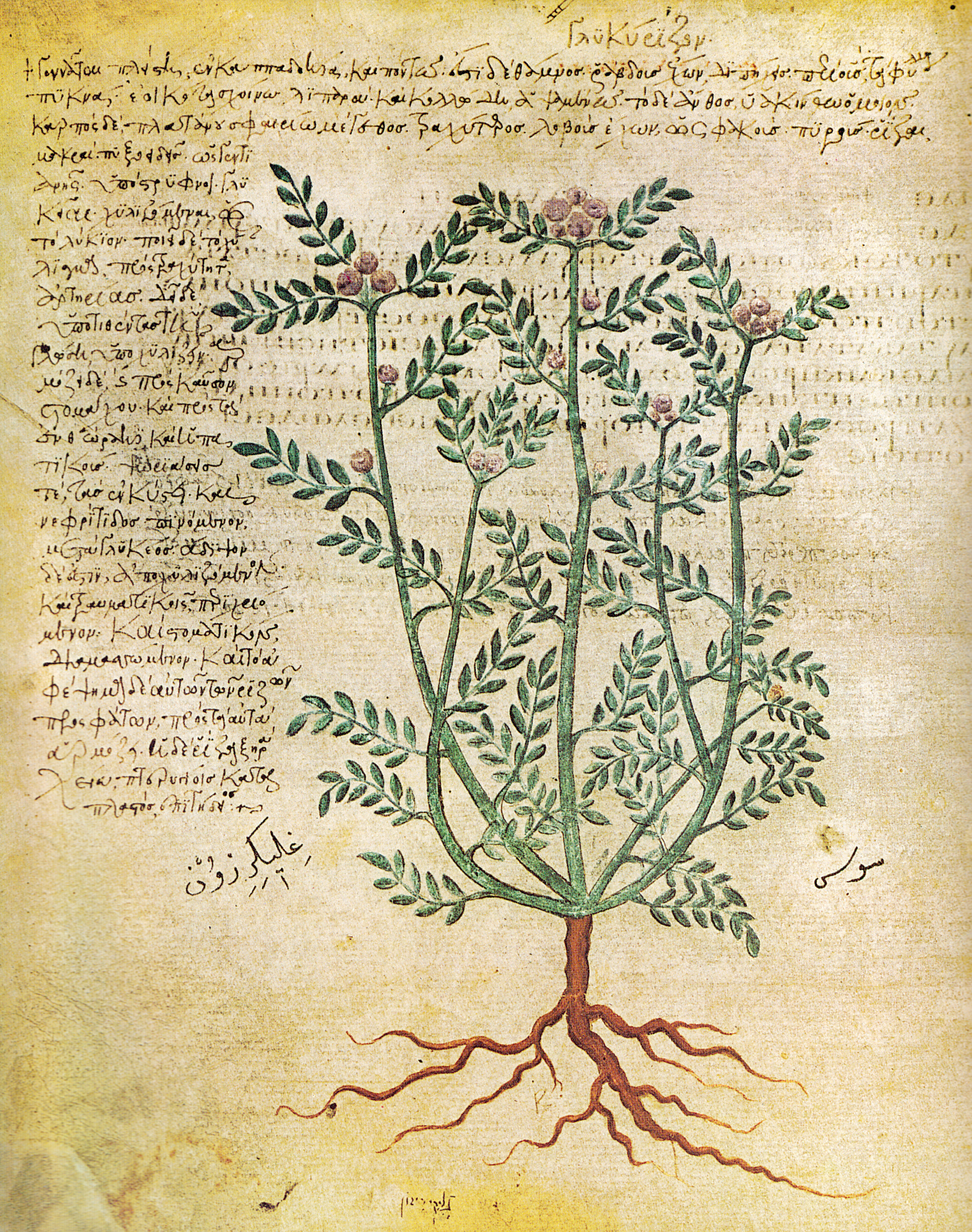
Wiener Dioskurides 6. Jahrhundert
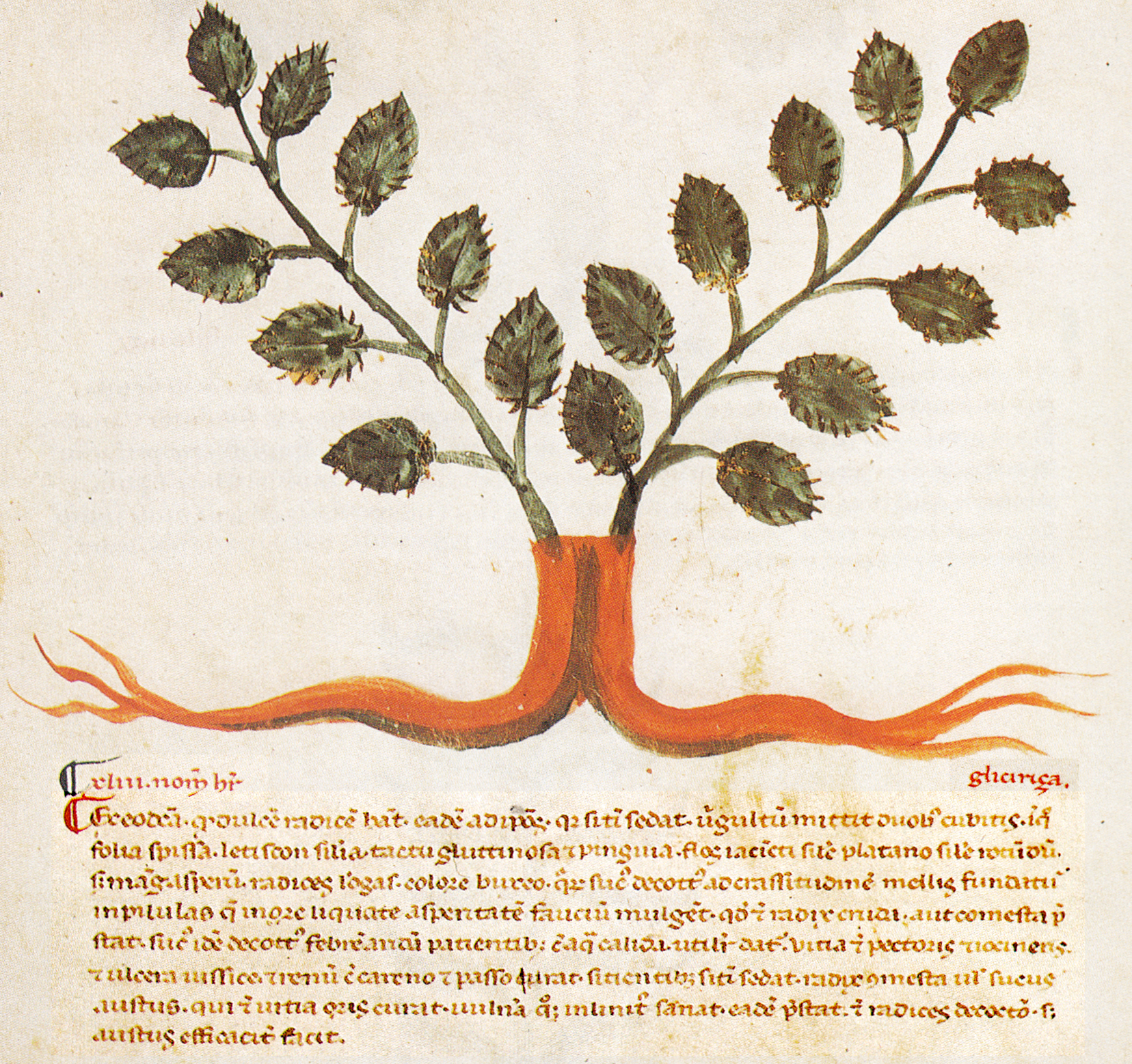
Pseudo-Dioskurides de herbis femininis Manuskript 14. Jh.
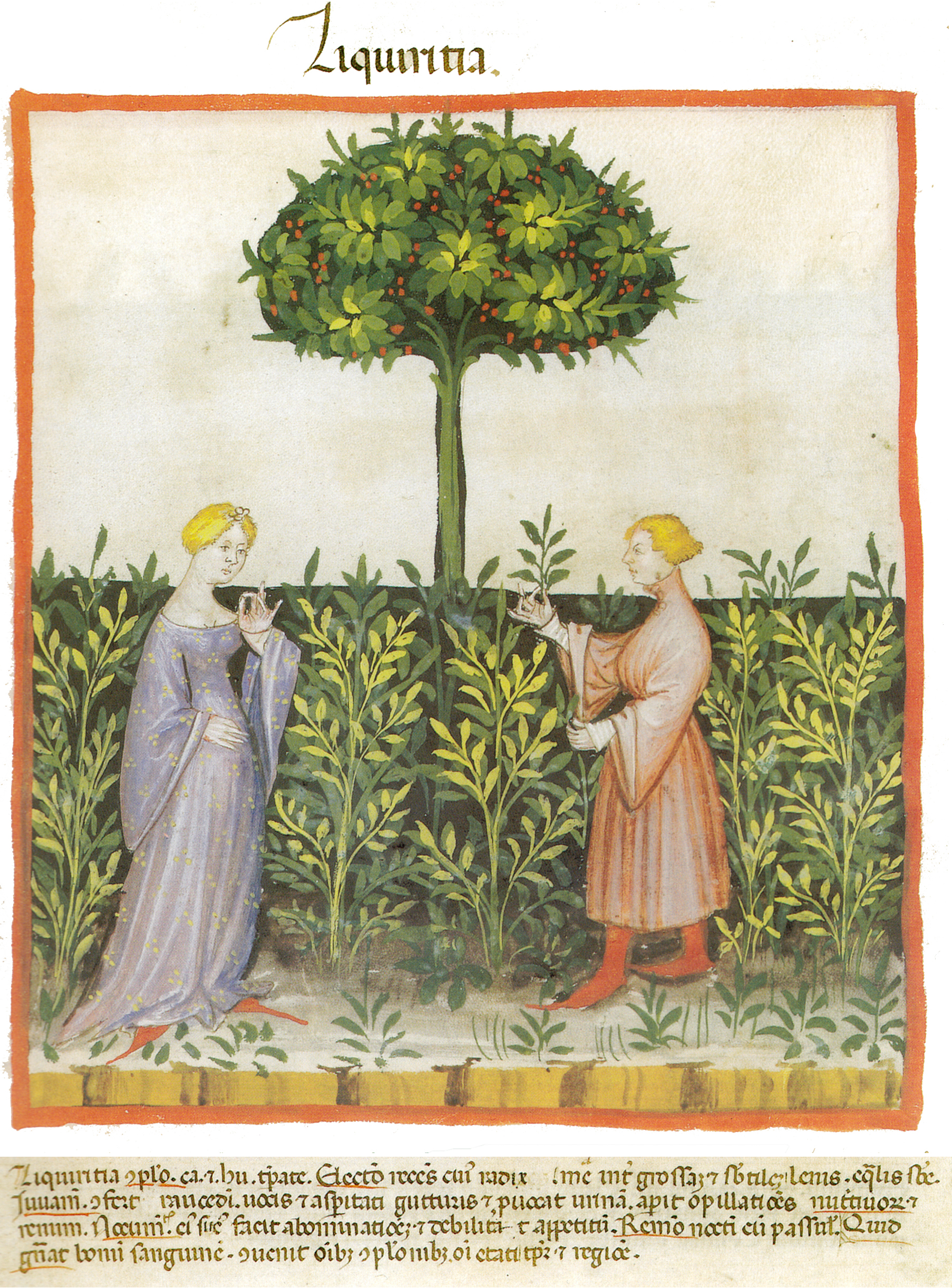
Tacuinum sanitatis Manuskript 14. Jh.
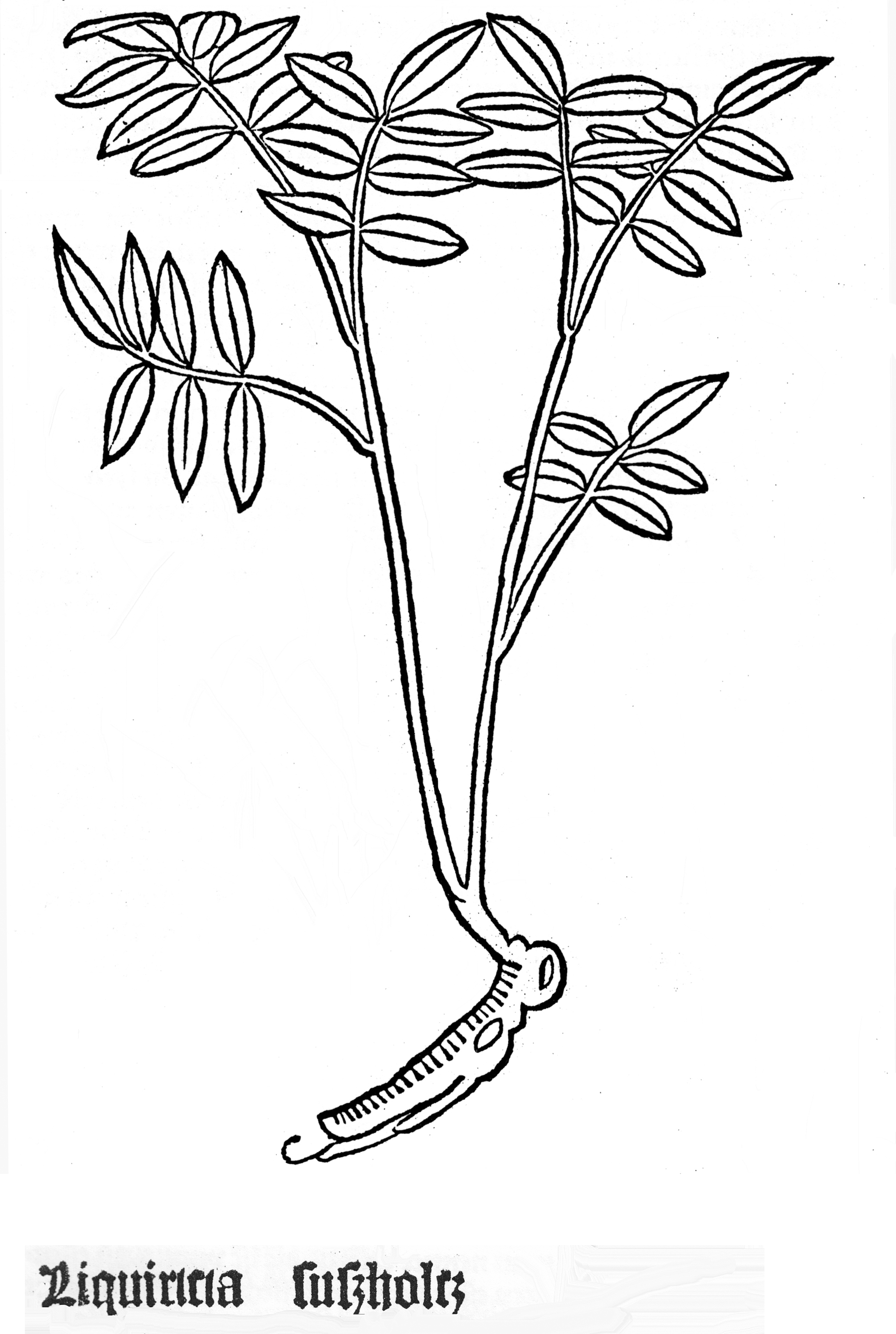
Gart der Gesundheit 1485
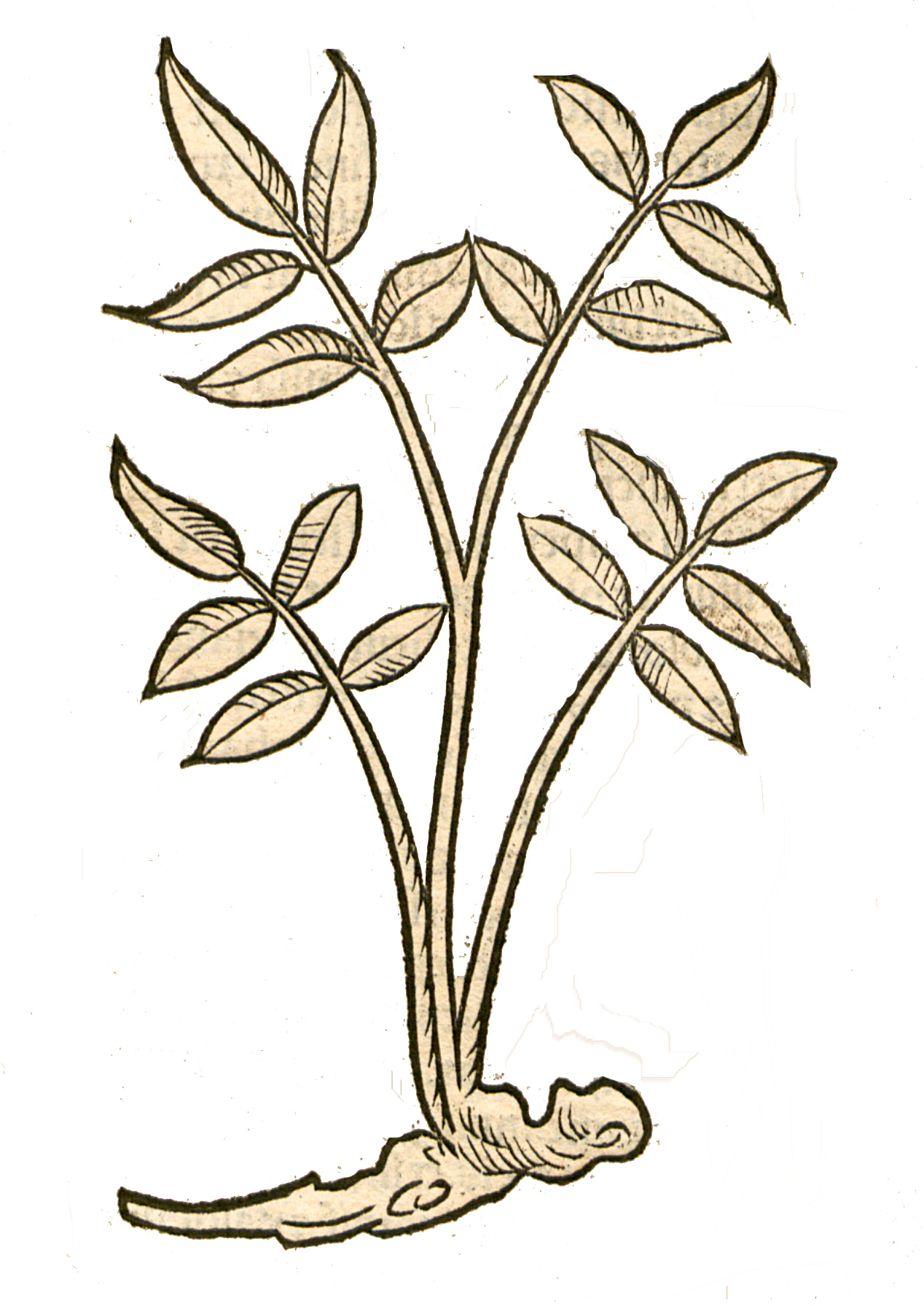
Hortus sanitatis 1491
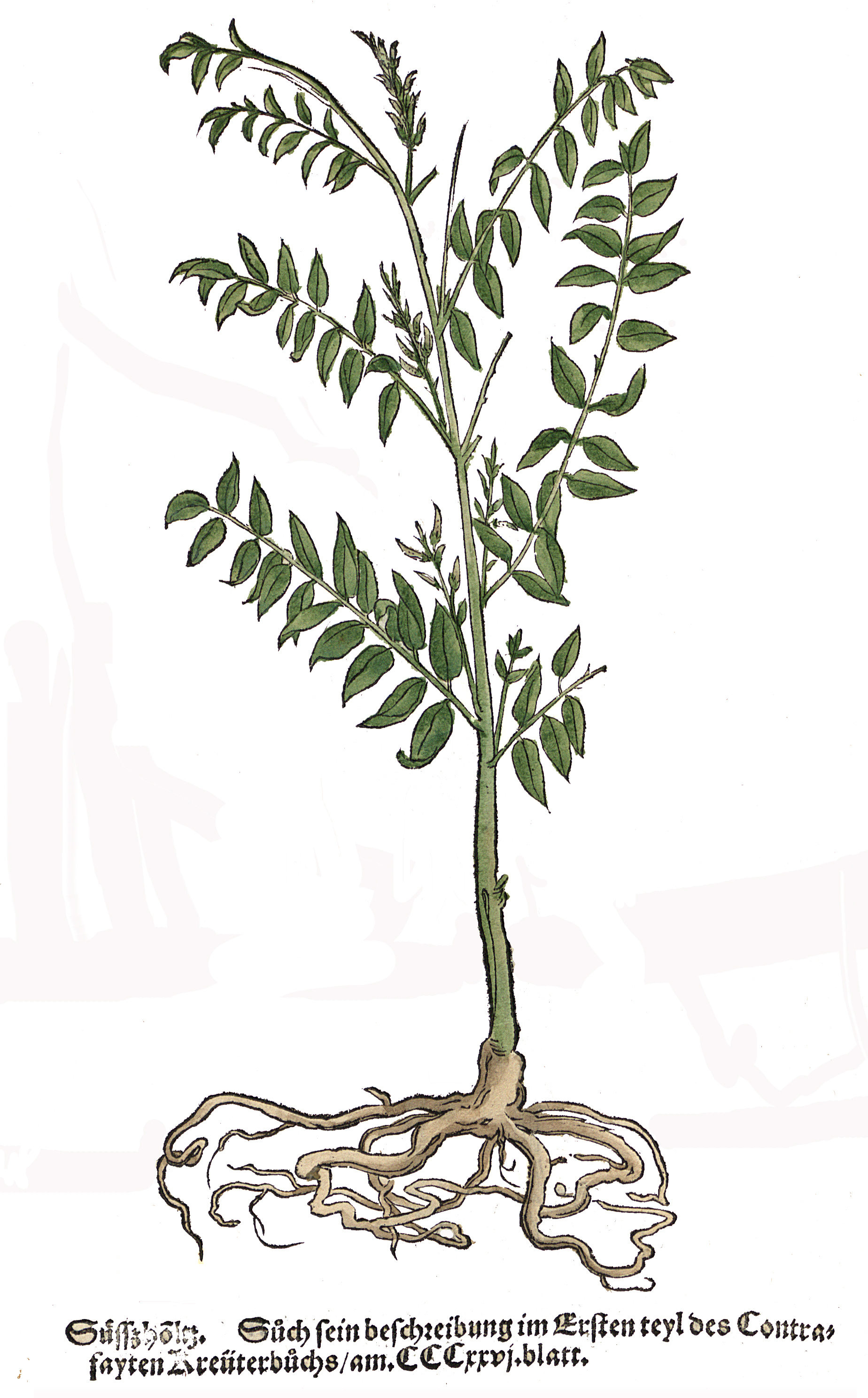
Otto Brunfels 1537
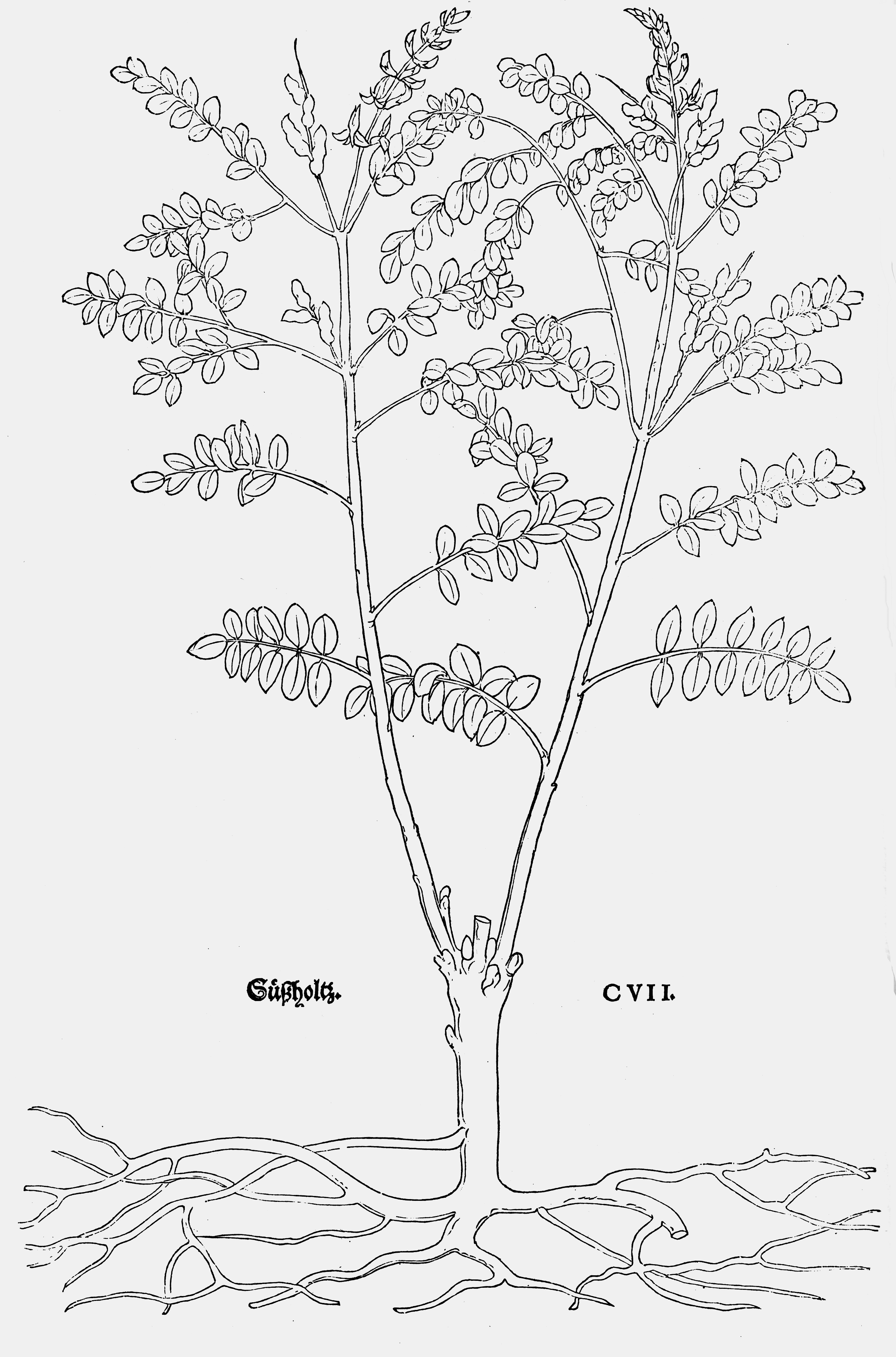
Leonhart Fuchs 1543
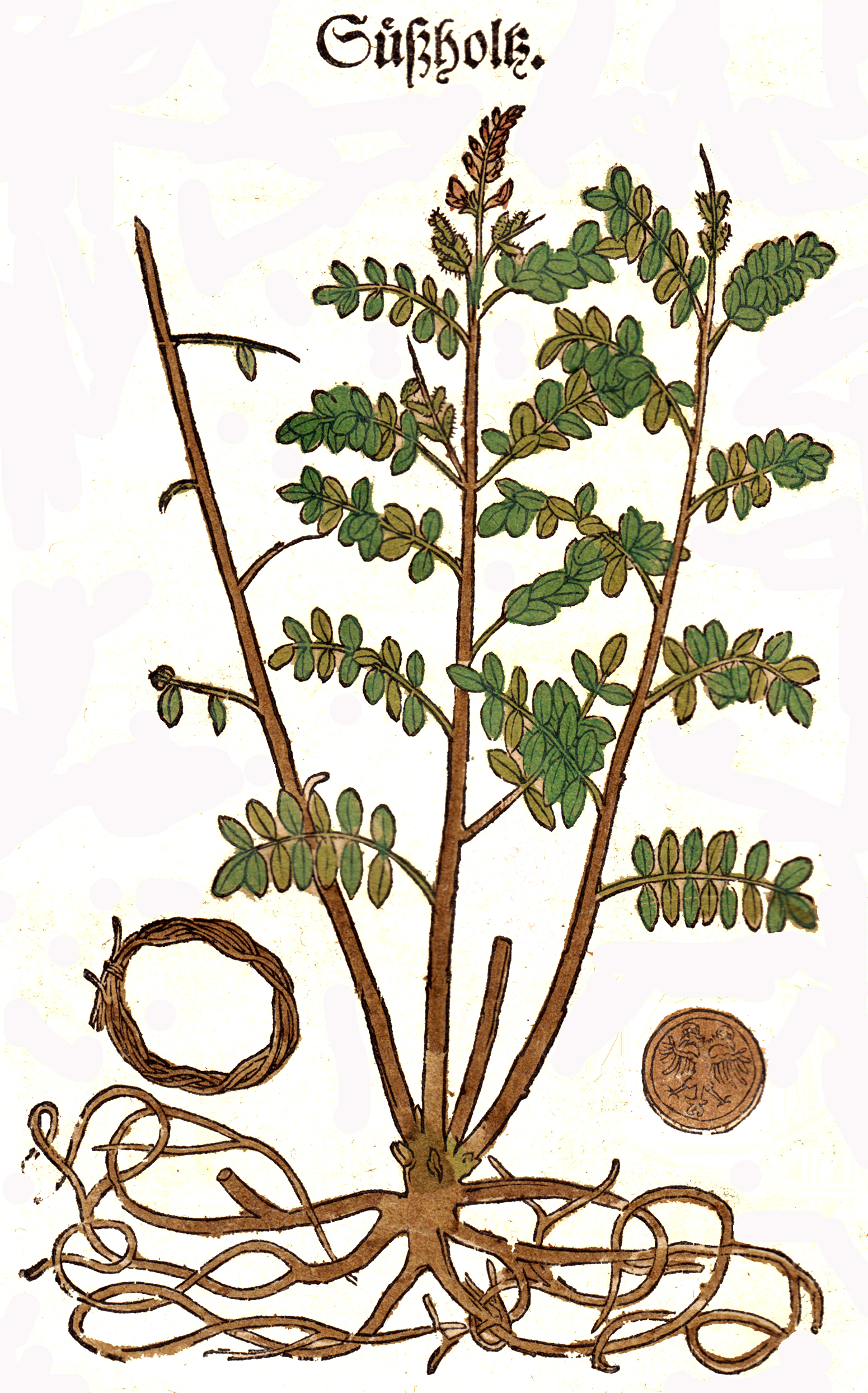
Hieronymus Bock 1546
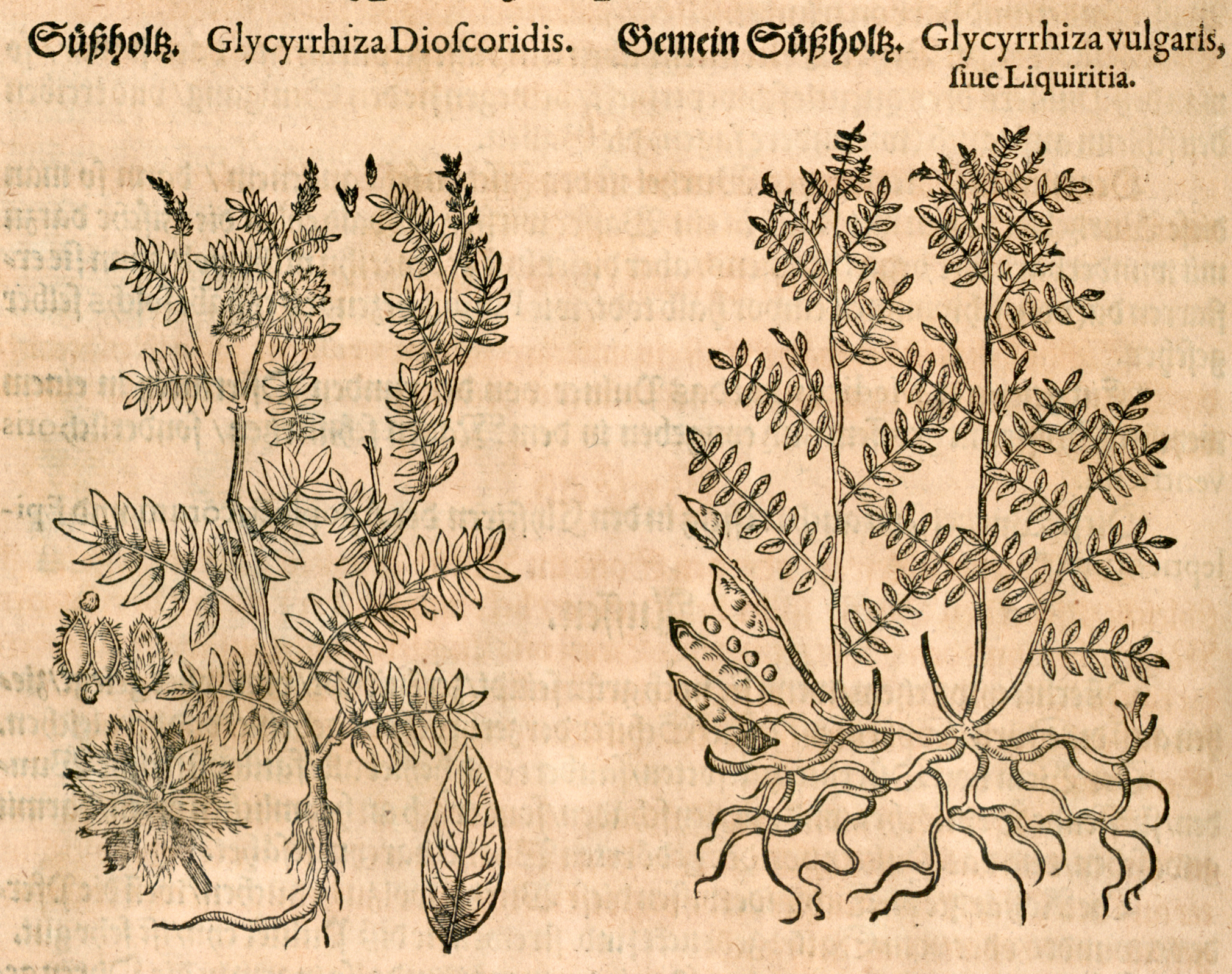
Mattioli / Handsch / Camerarius 1586
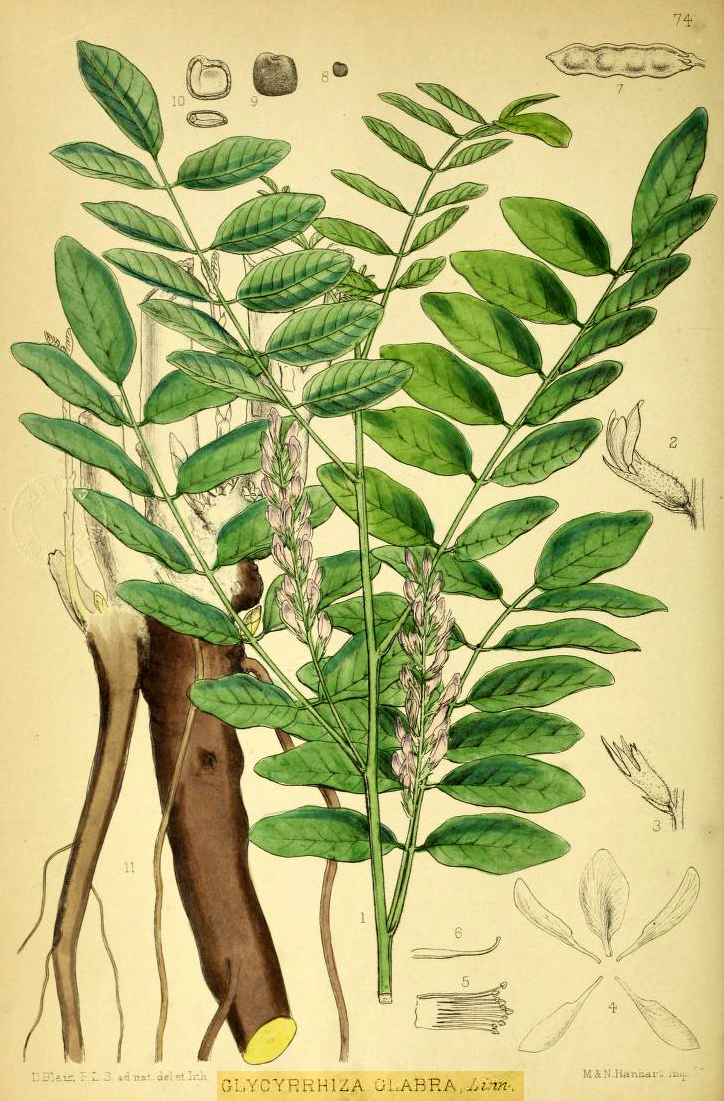
Bentley / Trimen 1880
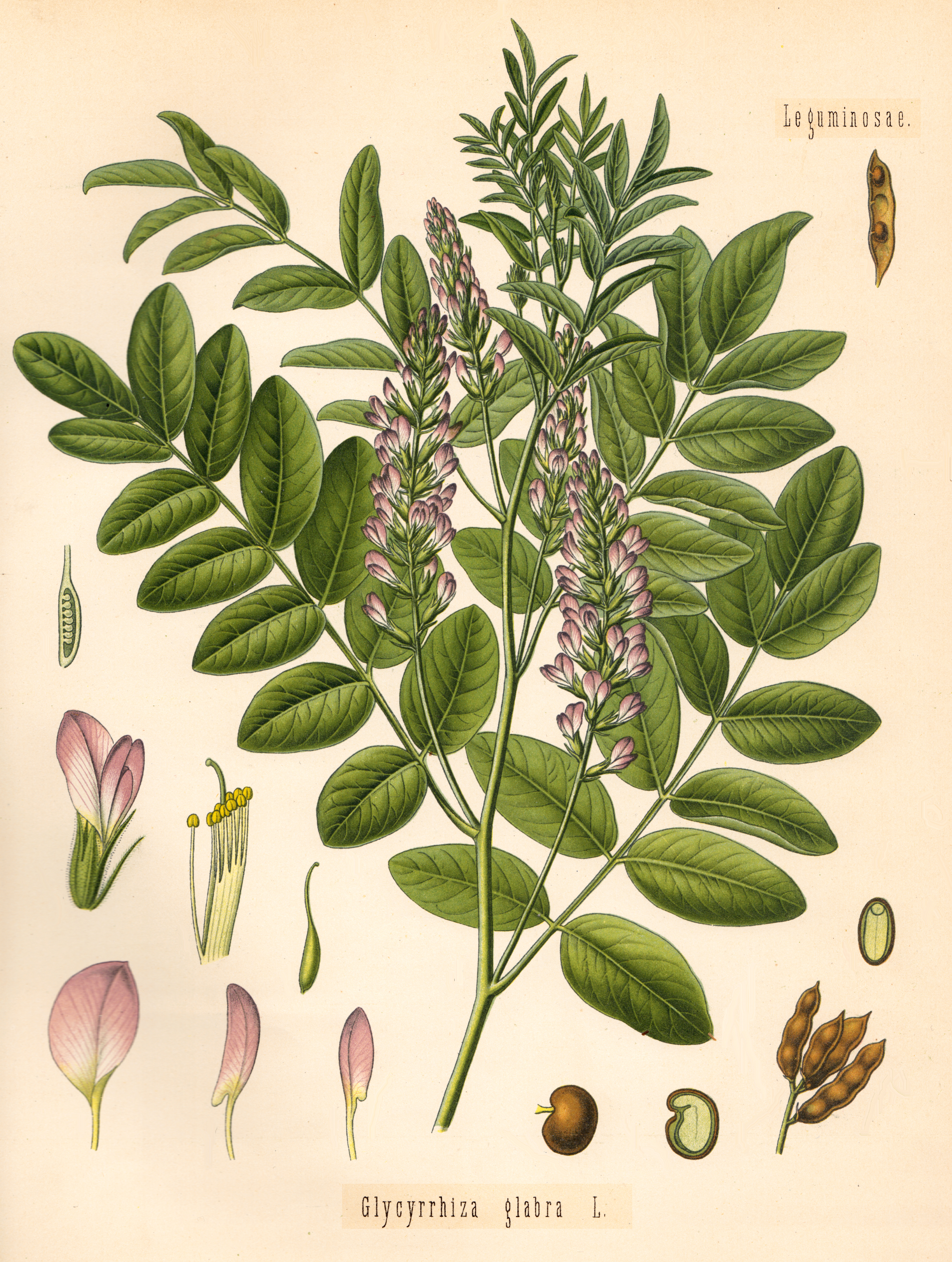
Köhler’s Medizinal-Pflanzen 1887